# Ropebrake-Pass
Der Ropebrake-Pass ist ein steiler und schmaler Gebirgspass in der antarktischen Ross Dependency. Im Königin-Maud-Gebirge des Transantarktischen Gebirges verbindet er zwischen dem südlichen Ende der Gabbro Hills und Mount Llano den Barrett- mit dem Gough-Gletscher.
Die Südgruppe der New Zealand Geological Survey Antarctic Expedition (1963–1964) benannte ihn so, da für seine Begehung eine große Anzahl an Seilbremsen (englisch rope brakes) erforderlich waren.